# Sandolândia
Sandolândia es un municipio brasileño del estado del Tocantins. Se localiza a una latitud 12°32′14″ S y a una longitud 49°55′30″ O, estando a una altitud de 0 metros. Su población estimada en 2004 era de 3 554 habitantes.
Posee un área de 3542741 km².